# Антин (Белгия)
Антин (на френски: Anthisnes) е селище в Югоизточна Белгия, окръг Юи на провинция Лиеж. Населението му е около 4000 души (2006).